# تواردیتسا
تواردیتسا شهری در استان اسلیون کشور بلغارستان است که جمعیت آن در سال ۲۰۰۱ میلادی ۵٬۹۸۳ نفر بوده‌است.